# 浪子回头的比喻

荷蘭畫家林布蘭根據此比喻繪製的浪子回頭 (林布蘭畫作)，原作現藏於圣彼得堡的埃尔米塔日博物馆

浪子回頭（the parable of the prodigal son，又稱父亲接子）是《新约圣经》中《路加福音》第15章第11-32节记载的一个耶稣的比喻。
这个故事是《路加福音》第15章裡耶稣的比喻“三部曲”中的最后一个，前面两个比喻是牧人寻羊的比喻和妇人找钱的比喻。基督教许多比较传统的教派，通常在大斋期第三主日，要诵读这个經課。回头的浪子通常指年轻人在挥霍浪费了从父亲继承的财富以后又回到家中。

## 圣经译文
|                               | 11 耶稣又说，一个人有两个儿子。 12 小儿子对父亲说，父亲，请你把我应得的家业分给我。他父亲就把产业分给他们。 13 过了不多几日，小儿子就把他一切所有的，都收拾起来，往远方去了。在那里任意放荡，浪费貲财。 14 既耗尽了一切所有的，又遇着那地方大遭饥荒，就穷苦起来。 15 于是去投靠那地方的一个人，那人打发他到田里去放猪。 16 他恨不得拿猪所吃的豆荚充饥。也没有人给他。 17 他醒悟过来，就说，我父亲有多少的雇工，口粮有余，我倒在这里饿死吗？ 18 我要起来，到我父亲那里去，向他说，父亲，我得罪了天，又得罪了你。 19 从今以后，我不配称为你的儿子，把我当作一个雇工吧。 20 于是起来往他父亲那里去。相离还远，他父亲看见，就动了慈心，跑去抱着他的颈项，连连与他亲嘴。 21 儿子说，父亲，我得罪了天，又得罪了你，从今以后，我不配称为你的儿子。 22 父亲却吩咐仆人说，把那上好的袍子快拿出来给他穿。把戒指戴在他指头上。把鞋穿在他脚上。 23 把那肥牛犊牵来宰了，我们可以吃喝快乐。 24 因为我这个儿子，是死而复活，失而又得的。他们就快乐起来。 25 那时，大儿子正在田里。他回来离家不远，听见作乐跳舞的声音。 26 便叫过一个仆人来，问是什么事。 27 仆人说，你兄弟来了。你父亲，因为得他无灾无病地回来，把肥牛犊宰了。 28 大儿子却生气，不肯进去。他父亲就出来劝他。 29 他对父亲说，我服待你这多年，从来没有违背过你的命令。你并没有给我一只山羊羔，叫我和朋友，一同快乐。 30 但你这个儿子，和娼妓吞尽了你的产业，他一来了，你倒为他宰了肥牛犊。 31 父亲对他说，儿阿，你常和我同在，我一切所有的，都是你的。 32 可是你弟弟是死而复活、失而又得的，所以我们应该欢喜快乐。 |
| ——《路加福音》第15章第11-32节 | |

## 故事
耶稣说，一个人有两个儿子，小儿子要求父亲把归他的那一分家产给他，然后起身往远方去，在那里将分给他的财产挥霍一空，只能屈辱地去为人放猪为生。这时他决定回家，请求父亲的原谅。但是当他回家时，他的父亲在远处看见，就动了慈心，几乎不给他机会来表示悔改，就跑去抱着他的颈项，热切的与他亲嘴，并宰了肥牛犊庆祝小儿子的回来，又把上好的袍子给他穿，把戒指戴在他手上，把鞋穿在他脚上。大儿子听见，对无耻的小儿子受到这样的优待，而自己一直忠诚却未受过奖赏，感到生气嫉妒。他父亲就出来劝他：孩子，你始终和我同在，我一切所有的都是你的。只是你这个兄弟是死而复活，失而又得的，所以我们理当欢喜快乐。

## 解释
传统上，正教会在主日诵读这个比喻：
|     | 父亲，我鲁莽地忘记你的荣耀； 我在罪人之中将你给我的财富挥霍一空。 现在我这个浪子向你哭泣： 父亲，我犯罪得罪了你； 我不配再称为你的儿子，把我当作一个雇工吧！ |
| ——? | |